# Duje Bonačić
Duje Bonačić, né le 10 avril 1929 à Split et mort dans la même ville le 24 janvier 2020, est un rameur yougoslave puis croate.

## Biographie
Duje Bonačić est né à Split d'un père croate et d'une mère slovène ; il avait un frère aîné Vojko et une sœur Nevenka. Diplômé en sciences naturelles de Zagreb, il a commencé à ramer pour développer ses muscles alors qu'il ne pesait que 56 kg pour une taille de 183 cm à l'époque. Après sa retraite des compétitions, il a travaillé comme professeur de géographie, de météorologie et d'océanographie dans les écoles maritimes et a également été entraîneur et arbitre en aviron et en voile.
Après la mort de Željko Čajkovski le 11 novembre 2016, il est devenu le plus ancien médaillé olympique croate.
Duje Bonačić est décédé le 24 janvier 2020 des suites d'une courte maladie, à l'âge de 90 ans.

## Palmarès

### Aviron aux Jeux olympiques
- 1952 à Helsinki,  Finlande
  -  Médaille d'or en quatre sans barreur[2].